# Иванов, Евгений Иванович (альпинист)
Евге́ний Ива́нович Ивано́в (1912—1975) — советский альпинист, заслуженный мастер спорта СССР (1948), победитель (1952) и неоднократный призёр чемпионатов СССР по альпинизму, первый обладатель звания «Снежный барс» («Покоритель высочайших гор СССР», 1967).

## Биография
С 1935 года работал токарем автозавода им. Сталина.
В 1938 году Иванов был участником альпинистской экспедиции Спорткомитета СССР на Тянь-Шане, в районе ледника Звёздочка. 19 сентября 1938 года группа из трёх альпинистов, в состав которой входили Леонид Гутман (руководитель), Евгений Иванов и Александр Сидоренко, покорила вершину, которую они назвали «пиком 20-летия ВЛКСМ». Устаревший анероид, который был у них с собой, показал высоту 6930 м. В то время они и не подозревали о наличии в этом районе «семитысячников» (то есть гор выше 7000 м). Через много лет, когда в 1956 году группа Виталия Абалакова покорила пик Победы (вторую по высоте гору на территории СССР — 7439 м), похожесть фотографий, сделанных с вершины во время экспедиций 1938 и 1956 годов, привела к выводу об идентичности «пика 20-летия ВЛКСМ» и пика Победы, и к признанию того, что первыми покорителями пика на самом деле были Гутман, Иванов и Сидоренко.
Участник Великой Отечественной войны. Воевал в составе отдельной мотострелковой бригады особого назначения (ОМСБОН) НКВД СССР до февраля 1942 г. Выполнял боевые задания под Москвой, был ранен, бежал из эшелона с ранеными, в числе первых воинов награжден медалью «За отвагу». Затем с отрядом был направлен в тыл врага. В качестве разведчика и подрывника партизанского отряда самоотверженно воевал в Белоруссии и Латвии, лично пустил под откос семь эшелонов противника с живой силой и техникой, взорвал четыре железнодорожных и шоссейных моста. В конце января 1943 г. при установке мины взорвался детонатор. Был тяжело ранен – лишился нескольких пальцев, частично потерял зрение и слух.
Награждён орденом Отечественной войны II степени (05.11.1944), медалями «За отвагу» (24.01.1942), Партизану Отечественной войны 2 степени, «За оборону Москвы».
В 1952 году Евгений Иванов в группе под руководством Кирилла Кузьмина (ВЦСПС) участвовал в восхождении на пик 6138 м, который участниками экспедиции был назван пиком Шверника. Вершину пика покорили 14 альпинистов. Это восхождение заняло первое место в высотном классе в чемпионате СССР по альпинизму 1952 года.
В 1955 году Евгений Иванов участвовал в многодневном траверсе в районе Заалайского хребта. Сначала в составе советско-китайской экспедиции под руководством Евгения Белецкого он совершил первовосхождение на пик Октябрьский (6700 м, на пути к которому также была покорена безымянная вершина высотой 6673 м), названная пиком Единства, «в честь дружбы советского и китайского народов». 15 августа 1955 года 14 советских и 4 китайских альпиниста достигли вершины пика Октябрьский, после чего, как было заранее запланировано, группа разделилась: 11 альпинистов (семь советских и четыре китайских) под руководством Белецкого спустились вниз, а команда ВЦСПС в составе семи человек под руководством заслуженного мастера спорта СССР Кирилла Кузьмина продолжила траверс Заалайского хребта через перевал Крыленко (5900 м) до пика Ленина (7134 м), вершины которого участники траверса достигли 21 августа. В эту команду, помимо Кузьмина и Иванова, также входили Алексей Угаров, Александр Гожев, Борис Дмитриев, Анатолий Ковырков и Пётр Скоробогатов. Этот поход занял третье место на чемпионате СССР по альпинизму в классе траверсов.
В 1961 году Евгений Иванов участвовал в восхождении на пик Корженевской с юга (с ледника Москвина), которым руководил Борис Романов («Труд»). На вершину взошёл 21 альпинист, и это восхождение заняло второе место на чемпионате СССР по альпинизму в высотном классе. В результате пик Корженевской стал четвёртым семитысячником, на который поднялся Иванов — тем самым, он первым из альпинистов покорил все семитысячники СССР (в то время считалось, что высота пика Хан-Тенгри — 6995 м, и его не относили к семитысячникам). Таким образом, он стал первым обладателем звания «Снежный барс» («Покоритель высочайших гор СССР»), которое было ему присвоено в 1967 году.

## Спортивные достижения

### Чемпионаты СССР по альпинизму
Данные приведены в соответствии с информацией из книги П. С. Рототаева.
- 1952 год —  1-е место (высотный класс), восхождение на пик 6138 (пик Шверника), в группе под руководством Кирилла Кузьмина (ВЦСПС), в которую также входили Рэм Андреев, Борис Дмитриев, Анатолий Ковырков, Леонид Красавин, Владимир Масленников, Г. Рубинштейн, Эргалий Рыспаев, Ростислав Селиджанов, Пётр Скоробогатов, Яков Фоменко, Н. Хакимулин и Аркадий Шкрабкин.
- 1955 год —  3-е место (класс траверсов), траверс вершин пик Октябрьский — пик Ленина, в группе под руководством Кирилла Кузьмина (ВЦСПС), в которую также входили Алексей Угаров, Александр Гожев, Борис Дмитриев, Анатолий Ковырков и Пётр Скоробогатов.
- 1957 год —  3-е место (высотный класс), восхождение на пик Ленинград через Памирское фирновое плато, в группе под руководством Кирилла Кузьмина («Буревестник»), в которую также входили Валериан Бакешин, Николай Белавин, Владимир Старицкий, Дмитрий Иванов, Иван Галустов, Юрий Антипов, Владимир Буянов, Борис Бычков, Добза Гагаев, Лев Лебедев, Роман Строганов и Николай Шалаев.
- 1959 год —  2-е место (класс траверсов), траверс вершин пик Ленинград — пик Евгения Абалакова, в группе под руководством Кирилла Кузьмина («Буревестник»), в которую также входили Борис Бычков, Анатолий Ковырков, Виктор Потапов, Анатолий Севастьянов, Николай Шалаев, Николай Алхутов, Владимир Данилов, Варис Рахимов, Виктор Сибиряков и Владимир Шистко.
- 1961 год —  2-е место (высотный класс), восхождение на пик Корженевской с юга, в группе под руководством Бориса Романова («Труд»), в которую также входили Владимир Ворожищев, Владимир Безлюдный, Борис Гаврилов, Курбан Гаджиев, Вадим Зубаков, Владислав Коптев, Юрий Тятинин, Владимир Климов, Борис Коршунов, В. Кузнецов, Юрий Кулинич, Вячеслав Лавриненко, Борис Левин, Войко Милованович, Александр Мясников, Вячеслав Романов, Вячеслав Онищенко, Д. Поляков и Ю. Снетков.